# Colimador
Colimador é um dispositivo, construído a partir de um material que absorve radiação (ex. fibra óptica), usado para direcionar e suavizar feixes de radiação. No caso dos aparelhos de radioterapia, tem a finalidade de proporcionar uma dosagem radioativa de acordo com as especificações da terapia indicada. O colimador é usado também para referenciação de um obus, de modo a definir seu posicionamento antes de efetuar um disparo. Os colimadores são dispositivos que limitam o tamanho do campo de incidência dos raios X através da absorção de parte da radiação, direcionando e suavizando o feixe. Na maioria dos tubos de raios X, utilizam-se colimadores de abertura variável, constituídos de dois conjuntos de lâminas de chumbo que podem ser ajustadas para a obtenção de campos de incidência retangulares de tamanhos variáveis. O tamanho do campo de incidência coincide com o tamanho do detector.
Em aparelhos de Raio X, os colimadores são empregados juntos ao tubo de raio X para minimizar o campo de alcance do feixe.

## História
O físico inglês Henry Kater inventou o colimador flutuante, que foi de grande utilidade no campo da astronomia.